# Suzuki APV
Suzuki APV (All Purpose Vehicle) — малотоннажный грузовой автомобиль, разработанный компанией Suzuki в Японии и производимый в Индонезии компанией Suzuki Indomobil Motor. Он оснащается 1,5-литровым или 1,6-литровым рядным четырёхцилиндровым двигателем серии G мощностью 68—77 кВт (91—104 л. с.). 
Версия пикапа в Индонезии называется Suzuki Mega Carry, во Вьетнаме — Super Carry Pro, а в других странах — APV Pickup. В феврале 2019 года пикап был снят с производства и заменён международной версией Carry 1.5. 
В апреле 2005 года APV был экспортирован из Индонезии в более, чем 100 стран Юго-Восточной Азии, Латинской Америки, Карибского бассейна, Ближнего Востока, Южной Азии, Северной Африки и Океании. Всего было инвестировано 11,5 млрд иен в производство 70000 единиц в год в Индонезии. 

## Модельный ряд

### APV
Оригинальный APV был запущен в производство в августе 2004 года, а его продажи начались в сентябре того же года. Первоначально он продавался в комплектациях A, L и X, а позже он стал продаваться в комплектациях Blind Van, GA и GE. Автомобиль имеет пятиступенчатую механическую трансмиссию, заднюю подвеску с листовыми рессорами, 14-дюймовые стальные колёсные диски и чёрный салон.
- Suzuki APV GLX (Малайзия)
- Вид сзади
- Suzuki APV (Австралия)
- Вид сзади
- Suzuki APV в комплектации Blind Van (Карибы)
- Suzuki APV в комплектации Blind Van (Гана)

### APV Arena
В ноябре 2007 года в Индонезии компания Suzuki выпустила обновлённую версию под названием APV Arena (APV Type II в некоторых странах). Автомобиль продаётся в комплектациях GL, GX и SGX, имеет пятиступенчатую механическую или четырёхступенчатую автоматическую трансмиссию, заднюю трёхрычажную подвеску на винтовых пружинах, 15-дюймовые легкосплавные колёсные диски и бежевый салон.
- Вид спереди
- Вид сзади

### APV Arena Luxury
APV Arena Luxury был запущен в производство в марте 2009 года. В его основе лежит отделка Arena SGX с несколькими внешними переделками. В сентябре 2014 года автомобиль прошёл рестайлинг. Изменения коснулись радиаторной решётки, бамперов и колёсных дисков. Автомобиль имеет пятиступенчатую механическую или четырёхступенчатую автоматическую трансмиссию.
- Suzuki APV Arena SGX Luxury до рестайлинга (Индонезия)
- Рестайлинг Suzuki APV Arena SGX Luxury (Индонезия)

### Mega Carry
Пикап-версия была запущена в производство в апреле 2005 года для международного рынка. В феврале 2011 года автомобиль стал продаваться на внутреннем рынке Индонезии под названием Mega Carry параллельно с Carry. Модель продавалась в трёх комплектациях: Standard, Xtra и Box. Трансмиссия — пятиступенчатая механическая. Продажи моделей Carry, Mega Carry и Carry Futura завершились в феврале 2019 года. Преемником стал Carry 1.5.
- Suzuki Carry (Чили)
- Suzuki Mega Carry Xtra (Индонезия)

## Mitsubishi Maven
Suzuki APV также выпускался компанией Mitsubishi Motors с 2005 по 2009 год под названием Mitsubishi Maven. Он отличается незначительными внешними косметическими изменениями. Также автомобиль выпускался компанией Suzuki Indomobil Motor.

Mitsubishi Maven продавался в комплектациях GLX и GLS. Автомобиль оснащён четырёхцилиндровым бензиновым двигателем 4G15 SOHC объёмом 1468 см3, который развивает мощность 65 кВт (87 л. с.) при 5750 об/мин и крутящий момент 114,7 Н·м при 2750 об/мин.
- 2006 Mitsubishi Maven GLX
- 2006 Mitsubishi Maven GLS

## Продажи
| Год  | Индонезия | Индонезия  | Индонезия        | Малайзия |
| Год  | APV       | Mega Carry | Mitsubishi Maven | Малайзия |
| ---- | --------- | ---------- | ---------------- | -------- |
| 2004 | 19,545    |            |                  |          |
| 2005 | 27,882    | 801        | 349              |          |
| 2006 | 12,583    | ?          | 500              |          |
| 2007 | 12,434    | 777        | 331              |          |
| 2008 | 19,695    | 627        | 18               |          |
| 2009 | 12,555    | 287        | 1                |          |
| 2010 | 18,024    | 181        | 0                |          |
| 2011 | 18,349    | 11,740     | 18               | 0        |
| 2012 | 15,333    | 15,744     |                  | 0        |
| 2013 | 14,531    | 19,567     | 0                |          |
| 2014 | 10,667    | 21,221     | 6                |          |
| 2015 | 6,732     | 17,635     | 1                |          |
| 2016 | 6,112     | 13,161     | 2                |          |
| 2017 | 5,149     | 12,507     |                  |          |
| 2018 | 3,696     | 15,899     |                  |          |
| 2019 | 3,932     | 1,277      |                  |          |
| 2020 | 3,240     |            |                  |          |
| 2021 | 2,531     |            |                  |          |
| 2022 | 2,682     |            |                  |          |
| 2023 | 3,405     |            |                  |          |